# Chucho Sanoja
Jesús "Chucho" Sanoja Rivero (* 26. September 1926 in Caracas; † 11. Dezember 1998) war ein venezolanischer Pianist, Komponist und Orchesterleiter.

## Leben
Sanoja begann seine musikalische Laufbahn als Autodidakt, war dann Schüler von Benito Canónico und wurde schließlich Pianist im Tanzorchester Los Hermanos Belisario. Als Mitglied von Leonardo Pedrozas Orchester Leonard Melody bekam er Einblick in die Arbeit der Leitung von Tanzorchestern und erwarb autodidaktisch Kenntnisse als Arrangeur. In den 1940er Jahren arbeitete er für Radio Libertador und Radio Tropical und lernte dort den Rundfunkpionier Luis Raymondi Bello kennen. 
1951 gründete Sanoja sein eigenes Orchester, mit dem Musiker wie Nelson Pinedo, Manolo Monterrey, Kiko Mendive, Pipo Rivas, Daniel Montes de Oca, Baldomero León, Yeyo, Alci Sánchez, Elisa Soteldo, Rafa Galindo, Chico Salas, Víctor Piñero, Víctor Pérez, Héctor Barinas, Alberto Beltrán, Tony Camargo und Paula Bellini auftraten. Als Komponist und Arrangeur wurde er mit Titeln wie Campesinita, Maracaibo, Magia Blanca, En la soledad, Aunque parezca inútil und Estoy Arrepentido bekannt. Seine Suite La Resistencia blieb unvollendet. Sanoja wurde mit dem Orden Andrés Bello und der Verdienstmedaille der Sociedad de Autores y Compositores de Venezuela (SACVEN) ausgezeichnet.

## Quelle
- Biografías Egly Colina Marín Primera - Jesús "Chucho" Sanoja

| Personendaten    | Personendaten                                                     |
| ---------------- | ----------------------------------------------------------------- |
| NAME             | Sanoja, Chucho                                                    |
| ALTERNATIVNAMEN  | Sanoja Rivero, Jesús                                              |
| KURZBESCHREIBUNG | venezolanischer Komponist, Arrangeur, Orchesterleiter und Pianist |
| GEBURTSDATUM     | 26. September 1926                                                |
| GEBURTSORT       | Caracas                                                           |
| STERBEDATUM      | 11. Dezember 1998                                                 |